# Западнобалтская культура

Балтийские культуры конца раннего — начала среднего железного века (600-400 гг. до н.э.):
— поморская культура
— экспансия культуры подклёшевых погребений (преемницы поморской культуры)
— культура штрихованной керамики
— милоградская культура
— днепро-двинская культура
Культура самбийских курганов (предшественница западнобалтских культур):
— группа Самбии-Натангии
— группа западной Мазурии (вероятно связанная с пре-галиндами)
— ятвяжская группа
— пре-куршская группа

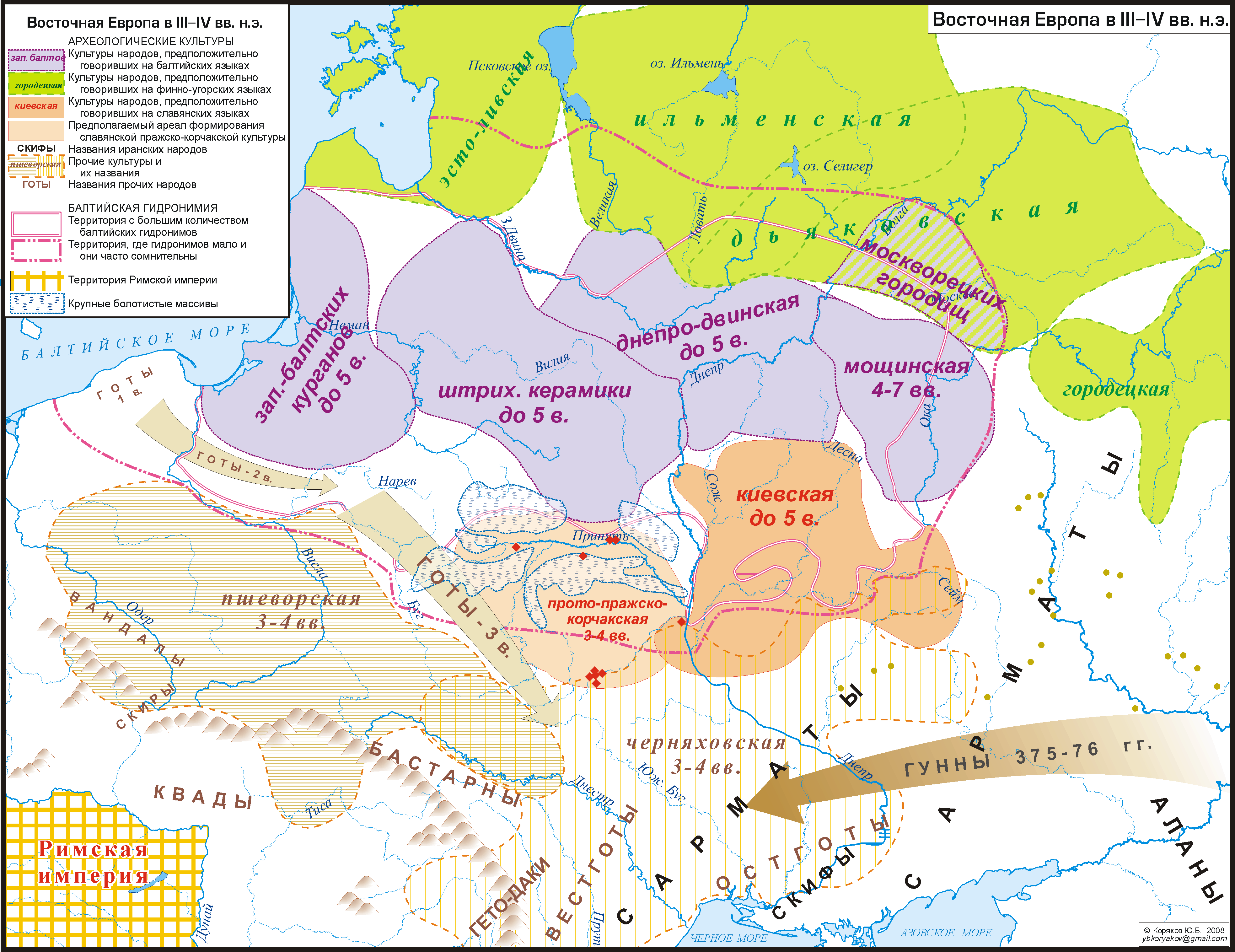
Карта балтийских и славянских археологических культур III—IV вв.

Западнобалтийские культуры — балтийские археологические культуры позднего железного века (первая половина I тыс. н. э.), располагавшиеся на территории Калининградской области, западной Литвы, восточной Польши, западной Белоруссии. Генетически связаны с Культурой самбийских курганов. Соседствовали с пшеворской и оксывской, позднее вельбарской культурами, а также с родственной культурой штрихованной керамики. После V века сменяются иными культурами и культурными группами — Доллькайм-Коврово, ольштынской, культурой каменных курганов.

## Исследователи
Культуру исследовали: В. И. Кулаков, К Скворцов (в России), Е. Антоневич, Е. Акулич, Я. Яскнис, М Качинский, В. Наваковский, А. Битнер-Врублевская (в Польше), П П. Куликовскас, М. Михельбертас (в Литве), В. Шукевич, А. М. Медведев (в Беларуси).

## Этнический состав
Культура состояла из группы локальных культур:
- Богачевская культура[пол.]
- Культура каменных курганов (судавская)
- Культура Доллькайм-Коврово (самбийско-натангийская, прусская)
- Памятники типа Начи

Этнический состав ассоциируется с историческими галиндами и эстиями, куршами, прусами, судавами, ятвягами. Это население известно по письменным источникам I—II веков (География Птолемея).

## Материальная культура
Артефакты представлены бронзовыми топорами и кинжалами, фибулы не обнаружены.

## Погребения
Погребения представлены грунтовыми могильниками и курганами, с захоронениями в каменных саркофагах, либо в каменных обкладках, в которые помещались остатки трупосожжений и инвентарь. В захоронениях присутствует, оружие, украшения, приспособления для труда. Имеются «княжеские» захоронения, часто с конями.